# Administration territoriale de la Libye
 (mars 2021).
Les subdivisions de la Libye ont régulièrement été modifiées au cours du dernier siècle. Initialement divisée en trois provinces, la Libye a été subdivisée en trois puis dix gouvernorats (muhafazat) de 1951 à 1975/1983. Elle est ensuite subdivisée en districts appelés baladiyat (1983-1995) puis, depuis  1995, en quartiers appelés chabiyat. La dernière réorganisation administrative définit 22 chabiyat (2007). Par ailleurs, à un échelon inférieur, des congrès populaires constituent le découpage de base. En 2012, le Congrès général national au pouvoir a divisé le pays en gouvernorats (muhafazat), et districts (baladiyat).

## Histoire du découpage administratif de la Libye

### Les provinces libyennes
Dans l'Antiquité, sous la domination romaine, le territoire de l'actuelle Libye est partagé en trois provinces : la Tripolitaine, autour de Tripoli, la Cyrénaïque (ou Barca), autour de Cyrène, et la Marmarique. Ces trois provinces se retrouvent plus tard sous la régence de Tripoli mise en place par l'Empire ottoman, avec le Fezzan, au sud, et toujours la Tripolitaine et la Cyrénaïque, sur les côtes méditerranéennes. Si la Tripolitaine reste « indépendante » de fait, la Cyrénaïque est sous influence égyptienne jusqu'en 1798. À partir de 1835, les Turcs assoient à nouveau leur autorité en Tripolitaine : il s'agit de faire face aux Français établis en Algérie. Vers 1900, le vilayet de Tripoli, subdivision de l'empire ottoman, couvre alors l'équivalent du pays libyen actuel.

### Les subdivisions de la colonie italienne
Au début du XXe siècle, après l'invasion italienne de 1911, le traité de Lausanne (1912) donne les trois provinces libyennes à l'Italie. La nouvelle puissance tutélaire maintient tout d'abord l'administration tripartite ottomane, puis crée officiellement, le 17 mai 1919, les deux colonies de Tripolitaine et de Cyrénaïque. Entre 1919 et 1926, leurs frontières sont clairement délimitées avec les Français, à l'ouest, les Anglais (au Soudan) et les Égyptiens, à l'est. Assez rapidement, les Italiens unifient le pays pour finalement ne former qu'un seul ensemble, la colonie de Libye (1934), rattachée à l'Italie en 1939.
Après la disparition des dernières résistances autochtones, au milieu des années trente, le pays est alors subdivisé en quatre provinces toutes situées dans le nord : Tripoli, Misurata, Benghazi et Derna. Le sud, lui, est dénommé « Territoire du Sahara libyen » et comprend administrativement une part de chacune des quatre provinces ; il est sous l'autorité des militaires. En 1943, avec l'occupation anglaise et française lors de la guerre du désert, le pays est à nouveau divisé en trois provinces. On retrouve la Tripolitaine, au nord-ouest, la Cyrénaïque, au nord-est, et le « Fezzan-Ghadamès », au sud-ouest. Ce dernier territoire est  occupé par les forces françaises libres, puis administré par la France de 1943 à 1951 tandis que les Anglais restent provisoirement dans le nord.

### Les gouvernorats (oumuhafazat)

Les trois provinces traditionnelles de Libye : les gouvernorats jusqu'en 1963.

Après l'indépendance du 24 décembre 1951, la Libye, à laquelle est officiellement rattaché le Fezzan, est subdivisée en trois gouvernorats, ou muhafazat (arabe : محافظة muhafazah, pluriel محافظات muhafazat) ; ils correspondent aux trois provinces antérieures de Tripolitaine, Cyrénaïque et Fezzan. L'article 176 de la Constitution prévoit en effet une structure fédérale et la division du royaume en unités administratives ainsi que la possible formation de conseils locaux et régionaux. 
Bien que ces provinces n'aient plus d'existence juridique, elles gardent une place importante dans la culture et dans la politique libyenne. 
| محافظة | Muhafazah    | Population (en 1954) | Superficie (en km2) |
| ------ | ------------ | -------------------- | ------------------- |
| طرابلس | Tripolitaine | 738 338              | 353 000             |
| برقه   | Cyrénaïque   | 291 236              | 855 370             |
| فزان   | Fezzan       | 59 315               | 551 170             |
| Total  |              | 1 088 889            | 1 759 540           |

#### La réorganisation de 1963 (10muhafazat)
Le 27 avril 1963, une nouvelle constitution supprime les structures et gouvernements provinciaux, et le pays est divisé en dix gouvernorats oumuhafazat,. En 1970, après le coup d'État du 1er septembre 1969, une réorganisation administrative donne plus de pouvoir aux autorités locales afin de mettre en œuvre la nouvelle politique nationale. Des noms de gouvernorats sont modifiés, ainsi les muhafazat d'Al Jabal al Akhdar et d'Al Jabal al Gharbi prennent les noms d'Al Bayda' et de Gharyan. En 1973, les limites de certains gouvernorats sont redessinées ; le muhafazah d'Al Khalij est créé tandis que celui d'Awbari disparaît. Par la loi de février 1975, les muhafazat sont supprimés ainsi que la direction de ces gouvernorats. Ils continuent cependant à fonctionner un certain temps jusqu'en 1983, date de l'introduction du nouveau système.
| محافظة       | Muhafazah           | Chef-lieu            | Population (en 1973) | Remarques |
| ------------ | ------------------- | -------------------- | -------------------- | --- |
| درنة         | Derna               | Derna                | 122 984              | |
| الجبل الاخضر | Al Jabal al Akhdar  | El Beïda (Al Bayda') | 131 940              | En 1970, le nom du gouvernorat devient Al Bayda', en remplacement d'Al Jabal al Akhdar.                                                             |
| بنغازي       | Benghazi            | Benghazi             | 337 423              | En 1973, le gouvernorat de Benghazi est réduit à la région périphérique de la ville.                                                                |
| مصراتة       | Misratah            | Misratah             | 177 939              | En 1973, le gouvernorat de Misratah, amputé de sa partie orientale, est agrandi à l'ouest avec des parties des gouvernorats de Gharyan et de Sabha. |
| الخمس        | Al Khums            | Al Khums             | 162 126              | |
| طرابلس       | Tripoli (Tarabulus) | Tripoli              | 735 083              | |
| الزاوية      | Az Zawiyah          | Az Zaouiyah          | 247 628              | |
| الجبل الغربي | Al Jabal al Gharbi  | Gharyan              | 155 958              | En 1970, le nom du gouvernorat devient Gharyan, en remplacement d'Al Jabal al Gharbi.                                                               |
| سبها         | Sabha               | Sebha                | 113 006              | |
| أوباري       | Awbari              | Awbari               | 106 647              | En 1973, le gouvernorat d'Awbari disparaît en étant intégré à celui de Sabha.                                                                       |
|              | Al Khalij           | Ajdabiyah            |                      | En 1973, le gouvernorat d'Al Khalij est créé à partir de la partie sud du gouvernorat de Benghazi et de la partie est de celui de Misratah.         |
| Total        |                     |                      | 2 290 734            | |

### Dubaladiyahauchabiyah
La loi de février 1975 supprime les muhafazat ainsi que la direction de ces gouvernorats. Ils continuent cependant à fonctionner jusqu'en 1983, date de l'introduction d'un nouveau système. Celui-ci divise le pays en 46 districts, ou baladiyat (arabe : بلدية baladiyah, pluriel بلديات baladiyat). Quatre ans plus tard, la subdivision est ramenée à 25 districts (1987). Ce système des districts est à nouveau modifié au milieu des années 1990. Le 2 août 1995, la Libye est ainsi réorganisée en treize districts, parfois dénommés « municipalités » ou « quartiers » dans la littérature spécialisée occidentale, plus souvent appelés du nom arabe de chabiyat (arabe : شعبية chabiyah, pluriel شعبيات chabiyat). Ce terme de chabiyah (au singulier) est un néologisme qui signifie à la fois « populaire » et « relatif au peuple ». Il s'agit alors du plus haut niveau administratif du pays. En 1998, on double le nombre de quartiers avec 26 chabiyat. La subdivision est ensuite portée à 32 quartiers, plus trois régions administratives, en 2001. Enfin, en 2007, ce nombre est ramené à 22 quartiers.

#### La réorganisation de 1983-1987 (46 puis 25baladiyat)
La loi de février 1975 supprime les muhafazat ainsi que la direction de ces gouvernorats bien qu'ils continuent à fonctionner encore un certain temps. En 1983, un nouveau système est introduit. Il divise le pays en 46 districts, ou baladiyat (arabe : بلدية baladiyah, pluriel بلديات baladiyat).

Carte des 25 districts (baladiyat) de Libye (1987)

Quatre ans plus tard, en 1987, la subdivision est ramenée à 25 districts :
| بلدية        | Baladiyah           | Chef-lieu                | Population (en 1984) | Numéro (sur la carte)[Information douteuse] |
| ------------ | ------------------- | ------------------------ | -------------------- | ------------------------------------------- |
| طبرق         | Tobrouk             | Tobrouk                  | 94 006               | 23                                          |
| درنة         | Darnah              | Darnah                   | 105 031              | 13                                          |
| الجبل الاخضر | Al Jabal al Akhdar  | El Beïda (Al Bayda')     | 120 662              | 4                                           |
| المرج        | Al Fatih            | Al Marj                  | 102 763              | 3                                           |
| بنغازي       | Benghazi            | Benghazi                 | 485 386              | 12                                          |
| إجدابيا      | Ajdabiyah           | Ajdabiyah                | 100 547              | 1                                           |
| الكفرة       | Al Koufrah          | Al-Jaouf                 | 25 139               | 7                                           |
| سرت          | Syrte               | Syrte                    | 110 996              | 20                                          |
| مصراتة       | Misratah            | Misratah                 | 178 295              | 16                                          |
|              | Khoms               | Al Khums                 | 149 642              | 6                                           |
| طرابلس       | Tripoli (Tarabulus) | Tripoli                  | 990 697              | 21                                          |
| العزيزيه     | Al 'Aziziyah        | El Azizia (Al 'Aziziyah) | 85 068               | 2                                           |
| الزاوية      | Az Zawiyah          | Az Zaouiyah              | 220 075              | 11                                          |
| النقاط الخمس | An Nouqat al Khams  | Zuwarah                  | 181 584              | 8                                           |
| الجبل الغربي | Gharyan             | Gharyan                  | 117 073              | 15                                          |
|              | Zlitan              | Zlitan                   | 101 107              | 25                                          |
| الجفرة       | Al Jufrah           | Waddan                   | ?                    | 5                                           |
| الشاطئ       | Ash Shati'          | Birak                    | 46 749               | 9                                           |
| سبها         | Sabha               | Sebha                    | 76 171               | 18                                          |
| أوباري       | Awbari              | Awbari                   | 48 701               | 10                                          |
| غدامس        | Ghadamès            | Ghadamès                 | 52 247               | 14                                          |
|              | Sawfajjin           | Bani Walid               | 45 195               | 19                                          |
| مرزق         | Mourzouq            | Mourzouq                 | 42 294               | 17                                          |
| ترهونة       | Tarhounah           | Tarhounah                | 84 640               | 22                                          |
| يفرن         | Yafran              | Yefren                   | 73 420               | 24                                          |
| Total        |                     |                          | 3 637 488            |                                             |

#### La réorganisation de 1995 (13shabiyat)
Le 2 août 1995, le système des baladiyat est remplacé par la subdivision en quartiers, dénommés shabiyat. Treize chabiyat constituent le nouveau maillage administratif du pays à cette date. Parmi ces nouveaux « quartiers », on compte : Al Butnan (l'ancien Tobrouk), Al Jabal al Akhdar, Al Jabal al Gharbi, Al Jufrah, Az Zawiyah, Benghazi et Tripoli.

#### La réorganisation de 1998 (26shabiyat)
En 1998, la Libye est réorganisée en 26 districts, ou quartiers, toujours appelés chabiyat parmi lesquels : Al-Batan, Al-Jafarah, Al-Jofra, Al-Kofra, Al-Marj, Al-Morqib, Al-Qoba, Al-Wahad, Ben Walid, Benghazi, Derna, Gharyan, Jabal Al-Akhdar, Murzaq, Musrata, Nalout, Nikat Al-Khams, Sabah, Sabrata/Sorman, Syrte, Tarhounah/Msallata, Tripoli, Wadi Al-Hait, Wadi Al-Shaati, Yefrin et Zawiyah.

#### La réorganisation de 2001 (32shabiyat)

Carte des 32 municipalités (chabiyat) de Libye (de 2001 à 2007)

De 2001 à 2007, la Libye est divisée en 32 chabiyat auxquels s'ajoutent trois régions administratives (absentes de la carte) : Al-Qatrun, Maradah et Al-Jaghbub.
| شعبية                   | Shabiyah                  | Chef-lieu                | Population (en 1995) | Superficie (en km2) | Numéro (sur carte) |
| ----------------------- | ------------------------- | ------------------------ | -------------------- | ------------------- | ------------------ |
| إجدابيا                 | Ajdabiyah                 | Ajdabiyah                | 108 139              | 91 620              | 1                  |
| البطنان                 | Al Butnan                 | Tobrouk                  | 116 106              | 83 860              | 2                  |
| الحزام الاخضر           | Al Hizam Al Akhdar        | Al Abyar                 | 85 898               | 12 800              | 3                  |
| الجبل الاخضر            | Al Jabal al Akhdar        | El Beïda (Al Bayda')     | 152 232              | 7 800               | 4                  |
| الجفارة                 | Al Jfara                  | El Azizia (Al 'Aziziyah) | 221 789              | 1 940               | 5                  |
| الجفرة                  | Al Jufrah                 | Hun                      | 34 576               | 117 410             | 6                  |
| الكفرة                  | Al Koufrah                | Koufra                   | 35 091               | 483 510             | 7                  |
| المرج                   | Al Marj                   | Al Marj                  | 93 171               | 10 000              | 8                  |
| المرقب                  | Al Murgub                 | Al Khums                 | 251 377              | 3 000               | 9                  |
| النقاط الخمس            | An Nuqat al Khams         | Zuwarah                  | 166 067              | 5 250               | 10                 |
| القبة                   | Al Qubah                  | Al Qubah                 | 58 810               | 14 722              | 11                 |
| الواحات                 | Al Wahat                  | Djalo (Jalo)             | 22 222               | 108 670             | 12                 |
| الزاوية                 | Az Zawiyah                | Az Zaouiyah              | 156 248              | 1 520               | 13                 |
| بنغازي                  | Benghazi                  | Benghazi                 | 500 120              | 800                 | 14                 |
| بنى وليد                | Bani Walid                | Beni Oualid (Bani Walid) | 56 890               | 19 710              | 15                 |
| درنة                    | Darnah                    | Darnah                   | 68 936               | 4 908               | 16                 |
| غات                     | Ghat                      | Ghat                     | 16 392               | 72 700              | 17                 |
| غدامس                   | Ghadamès                  | Ghadamès                 | 15 280               | 51 750              | 18                 |
| غريان                   | Gharyan                   | Gharyan                  | 127 401              | 4 660               | 19                 |
| مرزق                    | Mourzouq                  | Mourzouk                 | 52 368               | 349 790             | 20                 |
| مزدة                    | Mizdah                    | Mizdah                   | 29 580               | 72 180              | 21                 |
| مصراتة                  | Misrata                   | Misratah                 | 220 926              | 2 770               | 22                 |
| نالوت                   | Nalut                     | Nalout                   | 59 583               | 13 300              | 23                 |
| تاجوراء والنواحي الأربع | Tajura An Nawahi Al Arba' | Tajura                   | ?                    | 1 430               | 24                 |
| ترهونة و مسلاته         | Tarhounah Msalatah        | Tarhounah                | 229 593              | 5 840               | 25                 |
| طرابلس                  | Tripoli                   | Tripoli                  | 987 713              | 400                 | 26                 |
| سبها                    | Sebha                     | Sebha                    | 93 688               | 15 330              | 27                 |
| سرت                     | Syrte                     | Syrte                    | 102 885              | 77 660              | 28                 |
| صبراته و صرمان          | Sabratha Surman           | Sabratha                 | 123 591              | 1 370               | 29                 |
| وادي الحياة             | Wadi Al Hayaa             | Awbari                   | 51 602               | 31 890              | 30                 |
| وادي الشاطئ             | Wadi Al Shatii            | Adri                     | 59 997               | 97 160              | 31                 |
| يفرن                    | Yafran                    | Yefren                   | 91 468               | 9 310               | 32                 |
| Total                   |                           |                          |                      | 1 759 540           |                    |

### Les subdivisions de rang inférieur
Les quartiers (chabiyat) sont eux-mêmes divisés en congrès populaires de base (arabe : مؤتمر شعبي أساسي mu'tamar shaʿbi asāsi), plus petites subdivisions administratives libyennes qui agissent comme des communes ou des municipalités. Dans les régions désertiques, ces congrès couvrent de vastes zones malgré une faible population et sont centrés sur des oasis. Les comités et les élections sont effectuées à ce niveau. Les congrès envoient des représentants dans les shabiyat.

## Découpage administratif actuel de la Libye (les 22chabiyatde 2007)

Carte des 22 quartiers (chabiyat) de Libye (2007)

Depuis 2007, la Libye est divisée en 22 chabiyat.
| شعبية        | Chabiyah            | Chef-lieu                | Population (en 2006) | Numéro (sur la carte) |
| ------------ | ------------------- | ------------------------ | -------------------- | --------------------- |
| البطنان      | Al Boutnan          | Tobrouk                  | 159 536              | 1                     |
| درنة         | Derna               | Derna                    | 163 351              | 2                     |
| الجبل الاخضر | Al Djabal al Akhdar | El Beïda (Al Bayda')     | 203 156              | 3                     |
| المرج        | Al Marj             | Al Marj                  | 185 848              | 4                     |
| بنغازي       | Benghazi            | Benghazi                 | 670 797              | 5                     |
| الواحات      | Al Wahat            | Ajdabiyah                | 177 047              | 6                     |
| الكفرة       | Al Koufrah          | Al-Jaouf                 | 50 104               | 7                     |
| سرت          | Syrte               | Syrte                    | 141 378              | 8                     |
| مصراتة       | Misratah            | Misratah                 | 550 938              | 9                     |
| المرقب       | Al Mourqoub         | Khoms                    | 432 202              | 10                    |
| طرابلس       | Tripoli             | Tripoli                  | 1 065 405            | 11                    |
| الجفارة      | Al Djfara           | El Azizia (Al 'Aziziyah) | 453 198              | 12                    |
| الزاوية      | Az Zaouiyah         | Az Zaouiyah              | 290 993              | 13                    |
| النقاط الخمس | An Nouqat al Khams  | Zouwarah                 | 287 662              | 14                    |
| الجبل الغربي | Al Djabal al Gharbi | Gharyan                  | 304 159              | 15                    |
| نالوت        | Nalout              | Nalout                   | 93 224               | 16                    |
| الجفرة       | Al Djoufrah         | Houn                     | 52 342               | 17                    |
| وادي الشاطئ  | Wadi ach Chatii     | Adri                     | 78 532               | 18                    |
| سبها         | Sebha               | Sebha                    | 134 162              | 19                    |
| وادي الحياة  | Wadi al Hayaat      | Awbari                   | 76 858               | 20                    |
| غات          | Ghat                | Ghat                     | 23 518               | 21                    |
| مرزق         | Mourzouq            | Mourzouq                 | 78 621               | 22                    |
| Total        |                     |                          | 5 673 031            |                       |